# Acido folico
L'acido folico, o acido pteroil-monoglutammico, meglio noto come vitamina B9, è un composto chimico di formula {\displaystyle {\ce {C19H19N7O6}}} che in condizioni standard si presenta sottoforma di aghi o lamelle di colore giallo-arancione, inodore e insapore.

## Storia ed etimologia
Noto anche come vitamina M, folina o folacina, prende il nome dal latino folium (foglia).
Negli anni '30, Lucy Wills identificò un "nuovo fattore emopoietico" nel lievito e nel fegato, che curava l'anemia macrocitica tropicale negli esseri umani e l'anemia sperimentale nelle scimmie.
Janet Watson e William B. Castle chiamarono questa sostanza sconosciuta, che alla fine si sarebbe rivelata una forma di folato, "fattore Wills". Ulteriori studi dimostrarono che questa sostanza era attiva contro la pancitopenia nutrizionale nelle scimmie e l'anemia sperimentale nei pulcini, portando a varie denominazioni come vitamina M (scimmia) e vitamina B(c) (pulcino).
Altri fattori con attività di promozione della crescita per i microrganismi, come L. casei, ricevettero nomi provvisori, tra cui acido folico, in riconoscimento degli estratti derivati dalle verdure a foglia verde. Gruppi di ricerca farmaceutica concorrenti, guidati da Robert Stokstad presso i Lederle Laboratories e Joseph John Pfiffner presso il Parke-Davis Research Laboratory, isolarono indipendentemente fattori con le proprietà biologiche del fattore Wills e altri fattori correlati sconosciuti, tra cui l'acido folico. I Lederle Laboratories lo estrassero da una coltura batterica, mentre il Parke-Davis Laboratory lo ricavò dal lievito e dal fegato come un coniugato di folato.
La nuova vitamina fu poi cristallizzata, identificata chimicamente e sintetizzata come acido pteroilglutammico, prendendo il nome di acido folico tra il 1943 e il 1945. Ulteriori studi sull'acido folico monoglutammico e sul folato poliglutammico isolato dal lievito continuarono negli anni '50 e proseguono fino ai giorni nostri.

## Caratteristiche strutturali e fisiche
L'acido folico è un N-acil-amminoacido, una forma della vitamina B9 solubile in acqua, funzionalmente correlato all'acido pteroico. Contiene una struttura pteridinica collegata da un ponte metilenico all'acido para-aminobenzoico, che è unito tramite un legame peptidico all'acido glutammico.
I cristalli risultano stabili a una temperatura di 4 °C, mentre si scurisce e carbonizza a circa 250 °C. Il composto risulta:
- insolubile in acetone, cloroformio, etere e benzene;
- leggermente solubile in metanolo, meno in etanolo e butanolo;
- relativamente solubile in acido acetico, fenolo, piridina e nelle soluzioni di idrossidi e carbonati alcalini
- solubile in acido cloridrico diluito caldo (HCl) e acido solforico (H₂SO₄)

In caso d'incendio si possono formare gas e vapori combustibili,
| N. di atomi pesanti                  | 32                                                                  |
| N. di atomi stereogenici             | 1                                                                   |
| N. di donatori di legami a idrogeno  | 6                                                                   |
| N. di accettori di legami a idrogeno | 10                                                                  |
| N. di legami ruotabili               | 9                                                                   |
| Massa monoisotopica                  | 441,13968135 u                                                      |
| Superficie polare                    | 209 Å²                                                              |
| Pressione di vapore                  | 6,2 x 10−20 Torr a 25 °C                                            |
| Costante della legge di Henry        | 3,6 x10−33 atm m3/mol a 25 °C                                       |
| Potere rotatorio specifico           | +23° a 25 °C (c = 0,5 in una soluzione di idrossido di sodio 0,1 N) |
| Sezione d'urto                       | 201,3 Å² [M+Na-2H]- 192 Å² [M-H]- 205,7 Å² [M+Na]+ 196,2 Å² [M+H]+  |

## Abbondanza e disponibilità
La forma naturale dell'acido folico è rappresentata dai folati che sono naturalmente presenti in verdure a foglia verde, legumi, avocado, alcuni frutti, funghi, spinaci, lievito e graminacee. Nei cibi i folati esistono in varie combinazioni di residui poliglutammici diversi (tri, tetra, penta, epta) legati alla molecola di acido folico.
La biodisponibilità dei folati naturali dei cibi è minore di quella dell'acido folico sintetico (50%). Questa stima, che è usata per il calcolo della RDA giornaliere, è probabilmente calcolata per difetto. La biodisponibilità dei folati dipende dalla maggior presenza della loro forma in monoglutammati, piuttosto che poliglutammati.
L'assorbimento dei folati è accelerato dal glucosio e dal galattosio, mentre è compromesso da alcuni fattori alimentari: acidi organici, sotto forma di ioni come il citrato, il malato, l'ascorbato e il fitato, sostanze naturalmente presenti nel succo di arancia, hanno un leggero effetto inibitorio sull'azione delle GCPII. Una delle cause di scarso assorbimento è dovuta al fatto che le GCPII hanno un optimum di pH 6–7, quindi l'assunzione di cibi che possono alterare il pH intestinale può determinare un'incompleta deconiugazione dei folati poliglutammici in acido folico monoglutammico.
| Prodotto                    | μg  |
| --------------------------- | --- |
| Fegato di manzo             | 215 |
| Germogli di soia            | 172 |
| Germogli di piselli         | 144 |
| Spinaci                     | 131 |
| Fagioli dall'occhio nero    | 105 |
| Germogli di lenticchie      | 100 |
| Cereali per la colazione    | 100 |
| Riso bianco                 | 90  |
| Asparagi                    | 89  |
| Cavoletti di Bruxelles      | 78  |
| Lattuga romana              | 64  |
| Avocado                     | 59  |
| Spinaci                     | 58  |
| Broccoli, senape            | 52  |
| Piselli                     | 47  |
| Fagioli rossi               | 46  |
| Succo di pomodoro, granchio | 36  |
| Succo d'arancia             | 35  |
| Arachidi, papaya            | 27  |
| Banana                      | 24  |
| Uova                        | 22  |

È stato documentato che mutazioni geniche del gene che codifica le GCPII possono determinare una perdita parziale dell'attività dello stesso enzima, con una conseguente perdita di efficacia dell'azione deconiugante sui residui glutammici dei folati e con una conseguente riduzione dell'assorbimento degli stessi. Tuttavia questa mutazione è molto rara nelle popolazioni.
In generale, va detto che la capacità di metabolizzazione da parte delle GCPII è ampiamente eccedente la necessità di deconiugazione dei poliglutammati assunti con la dieta.
Tra i fattori legati alla natura dei cibi che influenzano l'assorbimento dei folati vi è l'incompleto rilascio degli stessi dalle strutture cellulari di certe piante, per la presenza di legami covalenti tra le molecole del cibo e i folati presenti negli stessi; infatti, alcuni studi hanno dimostrato che la pre-digestione con trattamenti enzimatici o fisici degli spinaci migliora la biodisponibilità dei folati presenti negli stessi. La presenza di fibre non influenza l'azione delle GCPII.
I folati sono molecole idrosolubili e possono subire importanti perdite nell'acqua di cottura rispetto ai cibi crudi. La perdita dei folati dopo cottura per ebollizione è del 50-80% nei vegetali a foglia verde e nei legumi.
Al contrario, la presenza nei cibi di sostanze riducenti come l'acido ascorbico determinano un incremento della quota di acido folico trattenuto nei cibi durante la cottura. La perdita dei folati contenuti nei cibi può inoltre aumentare per la presenza di metalli (es. Fe2+).
Alcuni additivi alimentari comuni, come il nitrito di sodio, comportano la distruzione dei folati alimentari. I metodi di conservazione dei cibi tramite le radiazioni ionizzanti possono indurre una distruzione totale o parziale del contenuto vitaminico dei cibi anche se l'acido folico sembra aumentare, probabilmente per rottura dei legami con i poliresidui glutammici dei folati. La perdita durante la cottura dei cibi è in funzione anche della concentrazione di ossigeno presente. la stabilità dei folati, infatti, cresce in maniera inversamente proporzionale alla quantità di ossigeno presente nell'ambiente.

## Reattività e caratteristiche chimiche
I folati sono molto stabili in ambienti secchi e in assenza di luce e ossigeno. La perdita di stabilità dei folati è legata alla rottura del legame tra il C9-N10 che unisce il gruppo pteridinico e il gruppo PABA, al contrario questo legame risulta più stabile all'ossidazione nella molecola di acido folico per la presenza di un solo residuo glutammico.
Se posto alla luce, l'acido folico viene trasformato in xantopterinaldeide. Il composto si decompone anche in presenza di riboflavina. Una sospensione di 1 g di acido folico in 10 ml di acqua ha un pH compreso tra 4,0 e 4,8. Le soluzioni acquose preparate con bicarbonato di sodio hanno un pH compreso tra 6,5 e 6,8. Il composto risulta incompatibile con idrato di cloralio, solfato ferroso, sulfonamidi, mucillagine di acacia, sali di calcio solubili, preparazioni vitaminiche acide e sciroppi di ciliegia e lampone.

### Spettri analitici
- 1H NMR
- 13C NMR
- 1H - 13C NMR
- MS-MS[36]
- LC-MS[37]
- UV[2][38]
- IR[39]
- FTIR[40]
- Raman[41]

## Biochimica
Si tratta di:

Le reazioni di intercambiabilità dei folati

- un cofattore essenziale per tutti gli enzimi coinvolti nelle reazioni di sintesi, riparazione e metilazione del DNA[42]
- un cofattore essenziale per gli enzimi coinvolti nella sintesi dell'RNA[12]
- un elemento essenziale per il metabolismo dell'omocisteina (rimetilazione) e di altre importanti reazioni biochimiche[43][44]
- un elemento fondamentale per la sintesi dei principali neurotrasmettitori (noradrenalina, serotonina e dopamina)[45]
- un elemento essenziale per l'ematopoiesi e la produzione dei globuli rossi[46]

In particolare l'acido folico è necessario per la sintesi di purine, pirimidine e metionina, prima della loro incorporazione nel DNA o nelle proteine. L'acido folico è particolarmente importante durante le fasi di rapida divisione cellulare (infanzia, gravidanza, eritropoiesi) e svolge un ruolo protettivo nello sviluppo del cancro.

Inibizione della sintesi del tetraidrofolato per opera dei sulfamidici e del trimetoprim

Poiché l'acido folico non può essere sintetizzato dal corpo endogenamente, è necessario assumerlo attraverso la dieta e l'integrazione per prevenirne carenze. È presente a livello del fegato e del rene. Per poter essere utilizzato dall'organismo i folati devono essere ridotti dall'enzima diidrofolato reduttasi (DHFR) nei cofattori diidrofolato (DHF) e tetraidrofolato (THF).
DHF e THF vengono trasportati nelle cellule mediante endocitosi mediata da recettori. Il processo di formazione di DHF e THF può essere interrotto da terapia anti-metabolita, come alcuni farmaci che inibiscono il DHFR e impediscono la sintesi del DNA nelle cellule a rapida divisione. Per questo motivo sia i bambini sia gli adulti necessitano di acido folico per produrre normalmente i globuli rossi e prevenire forme di anemia.

### Patologie
In generale, livelli sierici di folati inferiori a 5 ng/mL indicano una carenza di folati, mentre livelli inferiori a 2 ng/mL possono causare anemia megaloblastica. La perdita di acido folico si traduce in un arresto del ciclo cellulare dei cheratinociti in fase S, con un aumento conseguente del danno al DNA per aumento dell'incorporazione di uracile e conseguente perdita di vitalità cellulare.
Una carenza di acido folico può causare:
- malattie cardiovascolari
- anemie megaloblastiche
- deficit cognitivi
- difetti del tubo neurale o NTDs (es. spina bifida, anencefalia)

La prevenzione delle malformazioni fetali e dei DNT prevede l'assunzione di acido folico alle dosi raccomandate un mese prima e fino tre mesi o più dopo il concepimento. Il deficit di folati può accelerare o promuovere le malattie alcol correlate per l'incremento della concentrazione dell'omocisteina epatica e della S-adenosil omocisteina (SAH). Inoltre vi è anche un decremento del glutatione, della SAME e del rapporto SAME/SAH, per una sovraregolazione dei marker da stress del reticolo endoplasmatico, con un incremento di importanti geni pro-infiammatori come: l'AP-1 e il gene caspasi-12 e con decremento della DNA-metilazione complessiva. Inoltre, si ha anche un incremento della perossidazione lipidica con un incremento nella circolazione delle VLDL.
Diversi studi dimostrano l'utilità di una terapia adiuvante con l'acido folico nel maschio. Esiste infatti una relazione tra subfertilità maschile e femminile con lo stato nutrizionale e vitaminico dei soggetti. in particolare questa relazione è nota con gli alimenti ad azione antiossidante. È dimostrata una relazione tre le alterazioni geniche per gli enzimi del metabolismo dell'acido folico e lo stato di subfertilità di maschi.
Nella oligospermia e/o astenospermia vi è un aumento patologico della omocisteina che è causa diretta o indiretta di alterazioni della spermatogenesi.  Uno studio mette in relazione la produzione di autoanticorpi verso il recettore per l'acido folico (FR) in donne con una subfertilità di dodici volte inferiore rispetto alle donne che non producono questi autoanticorpi; gli autoanticorpi agiscono impedendo il corretto assorbimento dell'acido folico.
La dissezione spontanea dell'arteria cervicale, che irrora la cervice uterina, è un evento raro che riconosce cause di tipo trombotico. Essa è anche correlata al cattivo stato nutrizionale dei folati e del conseguente aumento della omocisteina plasmatica. Nei pazienti affetti da celiaca la comune carenza di acido folico non trattata comporta un aumento dei livelli di omocisteina plasmatica.

## Farmacologia e tossicologia

### Farmacocinetica
L'assorbimento dei folati naturali avviene per la presenza di coniugasi (γ-glutamil-carbossi peptidasi o GCPII), poiché i folati, essendo poliglutammati, sono inizialmente de-coniugati nelle cellule della parete intestinale diventando monoglutammati. I folati alimentari sono assorbiti principalmente nel digiuno e nel terzo prossimale dell'intestino tenue, anche se possono essere assorbiti per tutta la sua lunghezza.
Circa il 90% dell'acido folico (monoglutammato) viene assorbito dagli esseri umani quando viene ingerito a digiuno, infatti, tale percentuale è marcatamente ridotta in presenza di molti alimenti, indipendentemente dal fatto che l'acido folico sia stato assunto come tale o come derivato dei folati alimentari.
L'acido folico compare nel plasma circa 15-30 minuti dopo la somministrazione orale, con livelli massimi generalmente raggiunti entro 1 ora. Dopo fleboclisi, il farmaco viene rapidamente eliminato dal plasma. I livelli di acido folico nel liquido cefalorachidiano sono diverse volte superiori rispetto ai livelli sierici.
L'acido folico viene metabolizzato nel fegato in 7,8-diidrofolato e successivamente in 5,6,7,8-tetraidrofolato, con l'aiuto del nucleotide difosfopiridina ridotto (DPNH) e delle reduttasi del folato. Il THF è legato nelle posizioni N con gruppi acile, idrossimetile, metile o formimino. L'N-formiltetraidrofolato è noto come leucovorina. I derivati del tetraidrofolato sono distribuiti in tutti i tessuti del corpo, ma vengono immagazzinati principalmente nel fegato.
I livelli sierici normali di folati totali sono stati riportati tra 5 e 15 ng/mL, mentre i livelli normali nel liquido cerebrospinale sono circa 16-21 ng/mL. I livelli normali di folati negli eritrociti variano tra 175 e 316 ng/mL.
Dopo una singola somministrazione orale di 100 μg di acido folico in un numero limitato di adulti sani, solo una traccia del farmaco immutato è stata rilevata nelle urine. La maggior parte dei metaboliti è stata eliminata nelle urine dopo 6 ore, con un'escrezione generalmente completa entro 24 ore. Piccole quantità di acido folico somministrato per via orale sono state recuperate anche nelle feci. Inoltre, l'acido folico viene escreto nel latte materno.

### Effetti del composto e usi clinici
L'acido folico come tale non è attivo, ma è il precursore della forma attiva, il tetraidrofolato; si tratta quindi di un profarmaco. A scopo preventivo, la tollerabilità e la sicurezza di impiego sono assolute fino a una dose giornaliera nell'adulto di 1 mg (UL (µg/d)).
Negli anni migliaia di studi hanno verificato le potenzialità terapeutiche e/o preventive dell'acido folico in una vasta varietà di situazioni cliniche in virtù del suo noto pleiotropismo farmacologico. Spesso questi studi hanno dimostrato la validità dell'uso dell'acido folico in indicazioni diverse da quelle approvate quali la prevenzione dei difetti del tubo neurale (DNT) e le anemie. L'acido folico agisce sul midollo osseo megaloblastico per produrre un midollo normoblastico.

#### Ginecologici
L'acido folico vanta un ruolo terapeutico nll'oligoastenoteratozoospermia. L'acido folico migliora gli indici di sopravvivenza neonatali e le funzioni endoteliali nelle donne diabetiche in gravidanza. La supplementazione con acido folico nella gravidanza avanzata (terzo trimestre) non è associata con una significativa modifica del peso del nascituro; si associa con una riduzione percentuale dei parti pretermine, quando però il supplemento è assunto quotidianamente per tutto il terzo trimestre.
La somministrazione di acido folico per la prevenzione dei difetti del tubo neurale nel nascituro, va effettuata nel periodo che precede il concepimento fino alla 12ª settimana di gestazione; non è efficace se il trattamento viene iniziato dopo la quarta settimana di gravidanza. Si raccomanda di proseguire la supplementazione di folati a partire dall'inizio del secondo trimestre, quando termina l'organogenesi e inizia l'accrescimento fetale, e per tutta la restante parte della gravidanza per ridurre il rischio di anemia megaloblastica durante la fase finale della gestazione e il puerperio.
L'integrazione di acido folico può essere un potenziale importante fattore di riduzione delle malattie cardiovascolari in pazienti dializzati. Una ricerca condotta negli USA nel 2007 presso l'Università dell'Alabama, su 1.521 donne (per l'86% afro-americane), mostra una correlazione inversa tra lo sviluppo di vaginosi batterica e l'assunzione di acido folico con la dieta. Le conclusioni dello studio sono:

#### Muscolari e dermici
Si è dimostrato che l'acido folico è in grado di ridurre in modo dose-dipendente l'iperomocisteina, un fattore di rischio indipendente per l'osteoporosi. L'acido folico migliora infatti la densità minerale ossea. In una formulazione topica, associato alla creatina, l'acido folico ha mostrato di migliorare le caratteristiche biomeccaniche della pelle sottoposta a stress da UV.

#### Neuronali e psichiatrici
In generale bassi livelli di 5-MTHF nel liquor sono causa di ritardo psicomotorio, discinesia, atassia cerebellare e diplegia spastica. L'assunzione di acido folico corregge il deficit liquorale. L'uso addizionale di acido folico può ridurre la progressione della malattia di Parkinson e migliorare il profilo di rischio nei confronti della malattia cardiovascolare in pazienti trattati con levodopa e con farmaci inibitori le COMT.
L'acido folico potrebbe non essere in grado di ridurre il rischio di lesioni della spina bifida provocate dall'acido valproico, però può essere importante nel ridurre la gravità delle lesioni della spina bifida nei soggetti sensibili. La carenza di acido folico è correlata a diversi disturbi psichiatrici. Nell'autismo non genetico, il sangue della madre contiene una quantità sufficiente di acido folico, ma contiene anche degli anticorpi, rilevabili con un test del sangue, che inibiscono i recettori del cervello del bambino nella capacità di legare i folati.
Tra le cause fisiopatologiche note della schizofrenia correlate a un deficit e/o alterata funzione dell'acido folico vi sono:
- alterazioni della metilazione del DNA[92][93]
- anormalità nella trasmissione glutaminergica[94][95]
- alterazioni della funzione mitocondriale[96][97]
- deficit di folati[98][99]
- iperomocisteinemia materna[100]

Studi dell'aprile 2010 indicano il ruolo della carenza dell'acido folico nella genesi dei sintomi della schizofrenia in soggetti nati da madri con una bassa folatemia circolante durante il periodo periconcezionale. La carenza di acido folico è associata con le manifestazioni della depressione, specie quella caratterizzata da deficit cognitivi.
L'uso di acido folico, secondo diversi autori, può essere vantaggioso nei casi di: sintomi iniziali, in caso di remissione parziale, in pazienti con sintomatologia residua, o come terapia di potenziamento insieme alle terapie farmacologiche a base di antidepressivi. Ricerche suggeriscono che una riduzione dei folati negli eritrociti si verifica in entrambe le fasi dei disturbi bipolari.

#### Sensoriali
Un supplemento nutrizionale con acido folico, piridossina e cianocobalamina diminuisce il rischio di sviluppare la degenerazione maculare retinica del 34%. Ricerche condotte presso l'Università di Tor Vergata mostrerebbero un ruolo preventivo dell'acido folico nel glaucoma pseudoesfoliativo. Poiché l'aumento dell'omocisteina in corso di glaucoma può essere corretto con la terapia con acido folico, è questo un fattore modificabile che si somma allo stress vascolare della pseudoesfoliazione. Al contrario di alti livelli di assunzione di vitamina C ed E, beta-carotene e B12, l'assunzione di alte dosi di acido folico in soggetti con 60 anni o più riduce il rischio di perdita dell'udito.

#### Oncologici
Uno studio mette in relazione l'assunzione di adeguati livelli di folati con la dieta e il rischio di cancro al polmone, suggerendo il ruolo preventivo di questi nei confronti dei deficit di metilazione dei geni di soggetti fumatori. Studi clinici ed epidemiologici suggeriscono che la supplementazione e i livelli ematici di folato sono inversamente correlati all'incidenza di cancro colorettale, con una potenziale riduzione del rischio fino al 40% fra la popolazione con i livelli nel sangue più alti e quelli più bassi. L'utilizzo di acido folico in pazienti affette da displasia cervicale CIN ha dimostrato di ridurre gli indici di progressione della malattia.

### Controindicazioni ed effetti collaterali
La somministrazione di solo acido folico non è una terapia adeguata per l'anemia perniciosa e altre anemie megaloblastiche in cui vi è una carenza di vitamina B12. Tra gli effetti collaterali del farmaco troviamo:
- reazioni allergiche
- eritema
- eruzioni cutanee
- prurito
- malessere generale
- difficoltà respiratoria dovuta a broncospasmo

Pazienti sottoposti a terapia con dosi superiori a 15 mg hanno manifestato:
- anoressia
- nausea
- distensione addominale
- flatulenza
- sapore amaro in bocca
- alterazioni del sonno
- difficoltà di concentrazione
- irritabilità
- iperattività
- eccitazione
- depressione
- confusione

Nei pazienti che ricevono una terapia prolungata di acido folico può verificarsi una diminuzione dei livelli sierici di vitamina B12.

### Interazioni
L'integrazione con 1 – 5 mg di acido folico è raccomandata per prevenire carenze e gli effetti collaterali associati alla terapia con MTX, tra cui ulcere della bocca e irritazione gastrointestinale. Inoltre l'acido folico è spesso somministrato a persone che assumono anticonvulsivanti, poiché possono ridurre i livelli di folato nel fegato. È stata pubblicata una ricerca che mostra come la supplementazione con acido folico non comporta la modifica della misura dell'INR e dei dosaggi conseguenti dell'anticoagulante, pur aumentando l'eliminazione di un metabolita del warfarin.
a supplementazione di 400 µg/d o più di acido folico, come adiuvante alle terapie in donne affette da sindrome dell'ovaio policistico, migliora le risposte terapeutiche, inoltre, è dimostrata l'utilità dell'acido folico in associazione alle terapie ormonali normalmente usate. Si è dimostrata lino'tre lutilità di questa vitamina in associazione alla terapia a base di metformina. La spiegazione può essere ricercata nella capacità dell'iperomocisteina di determinare una resistenza all'insulina e ad alti livelli di androgeni.
Nelle donne in terapia con antagonisti dell'acido folico è più opportuno somministrare l'acido folinico piuttosto che l'acido folico a dosaggi elevati.

## Applicazioni
L'acido folico è inoltre utilizzato:
- nei prodotti cosmetici per il trattamento della pelle[121]
- come additivo alimentare[122]
- in medicina veterinaria[123]